# Monolistra (Typhlosphaeroma) racovitzai
Monolistra (Typhlosphaeroma) racovitzai is een pissebed uit de familie Sphaeromatidae. De wetenschappelijke naam van de soort is voor het eerst geldig gepubliceerd in 1928 door Strouhal.